# Comenda de Direitos Humanos Dom Hélder Câmara
A Comenda de Direitos Humanos Dom Hélder Câmara, é uma comenda do  Senado Federal do Brasil.

## História
Foi criada por meio da Resolução nº 14, de 2010, a partir do Projeto de Resolução do Senado nº 62, de 2008, apresentada pelo senador José Nery e outros senadores.  A comenda leva o nome do antigo arcebispo de  Olinda e Recife  Dom Hélder Câmara (1909 – 1999) , conhecido pela sua atuação na defesa dos mais pobres e dos perseguidos políticos durante a  ditadura militar no Brasil.
A comenda é destinada a galardoar personalidades que tenham oferecido contribuição relevante à defesa dos direitos humanos no Brasil. É conferida a cinco personalidades, anualmente, durante sessão do  Senado Federal especialmente convocada para esse fim, no mês de dezembro.
Podem indicar candidatos à comenda: entidades governamentais e não governamentais de âmbito nacional que desenvolvam atividades relacionadas à defesa e promoção dos direitos humanos; senadores e deputados federais.
As indicações à escolha dos agraciados são apreciadas pelo Conselho da Comenda de Direitos Humanos Dom Hélder Câmara, composto por um representante de cada um dos partidos políticos com assento no Senado Federal.

## Galardoados

### 2010
Foram agraciados com a comenda em 2010:
- Dom Pedro Casaldáliga
- Dom Manuel da Cruz (recusou a comenda)[4]
- Marcelo Freixo
- Wagner de La Torre
- Antônio Roberto Cardoso

### 2011
Foram agraciados com a comenda em 2011:
- Carlos Ayres Britto
- Dom Eugênio de Araújo Cardeal Sales
- Jair Krischke
- Dom Marcelo Pinto Carvalheira
- Dom Tomás Balduíno
- Paulo César Fonteles de Lima (in memoriam)

### 2012
Foram agraciados com a comenda em 2012:
- Dom Paulo Evaristo Cardeal Arns[8][9]
- Dom José Maria Pires[8]
- Felício Pontes Júnior
- Manoel Conceição Santos
- João Baptista Herkenhoff

### 2013
Foram agraciados com a comenda em 2013
- Claudio Luciano Dusik
- Márlon Reis
- Warley Martins Gonçalles
- Janete Capiberibe
- Dom Antônio Fernando Saburido
- Jackson Lago (in memoriam)

### 2014
Foram agraciados com a comenda em 2014
- Cláudio Humberto Vereza Lodi
- Francisco de Sales Guerra Neto
- Joaquim Barbosa
- Dom Mauro Morelli
- Dom Orani Cardeal Tempesta
- Paulo Abrão Pires Junior
- Zilda Arns (in memoriam)

### 2015
Foram agraciados com a comenda em 2015
- Cesare de Florio La Rocca
- Gleice Francisca Machado
- Maria Berenice Dias
- Padre Paulo Roberto
- Wellington Dantas Mangueira Marques
- Yvonne Bezerra de Mello
- Dom Moacyr José Vitti (in memoriam)

### 2016
Foram agraciados com a comenda em 2016
- Cristina Lopes Afonso
- Eunice Paiva
- Omar Ferri
- Padre Airton Freire de Lima
- Wellington Dantas Mangueira Marques
- Yvonne Bezerra de Mello
- Luciana Lealdina de Araújo (in memoriam)

### 2019
Foram agraciados com a comenda em 2019
- Aleixo Paraguassú Netto
- Comunidade Nova Aliança
- Damares Regina Alves
- Frei Hans Stapel
- Irmã Silvia Vecellio Sai
- Marcos Dionísio Medeiros Caldas
- Rede Feminina de Combate ao Câncer de Brasília
- Rosa Geane Nascimento Santos

### 2024
Foram agraciados com a comenda em 2024
- Paulo Paim
- Silvio Almeida
- Antônio Augusto Cançado Trindade (in memoriam)
- Instituto Dom Helder Câmara
- Rafael Régis Azevedo